# Phyllopezus selmae
Phyllopezus selmae — вид геконоподібних ящірок родини Phyllodactylidae. Ендемік Бразилії. Описаний у 2022 році.

## Поширення і екологія
Phyllopezus selmae мешкають в штаті Алагоас на північному заході Бразилії. Зустрічаються на висоті від 68 до 780 м над рівнем моря. Ведуть нічний спосіб життя. 